# British Rail Class 314
British Rail Class 314 – typ elektrycznych zespołów trakcyjnych (EZT) wytwarzanych w latach 1978-1979 przez zakłady BREL w Yorku na zlecenie British Rail. Należy do serii 5 typów EZT, zaprojektowanych w 1972 z myślą o obsłudze tras podmiejskich w największych aglomeracjach (pozostałe to Class 313, Class 315, Class 507 i Class 508). Łącznie zbudowano 16 zespołów tego typu.
Obecnie pociągi klasy 314 można spotkać wyłącznie w zachodniej Szkocji, w szczególności w aglomeracji Glasgow. Ich operatorem jest firma First ScotRail, która jednak czyni to pod marką SPT rail.